# Église Saint-Martin d'Oradour-sur-Glane (ancienne)
Pour l’article homonyme, voir Église Saint-Martin d'Oradour-sur-Glane (nouvelle).
L'église Saint-Martin est une église en ruine à Oradour-sur-Glane, dans la Haute-Vienne, en France.

## Historique
Le 10 juin 1944, elle est le théâtre de l'assassinat des femmes et des enfants de la localité pendant le massacre d'Oradour-sur-Glane. Après avoir perdu une partie de sa voûte dans les semaines qui suivent l'incendie qui conclut les atrocités, elle est laissée en l'état au sein du village martyr, lequel est classé monument historique dès le 10 mai 1946. Elle est remplacée par une nouvelle Église Saint-Martin, construite dans les années 1950 dans la ville reconstruite un peu plus loin.

## Galerie

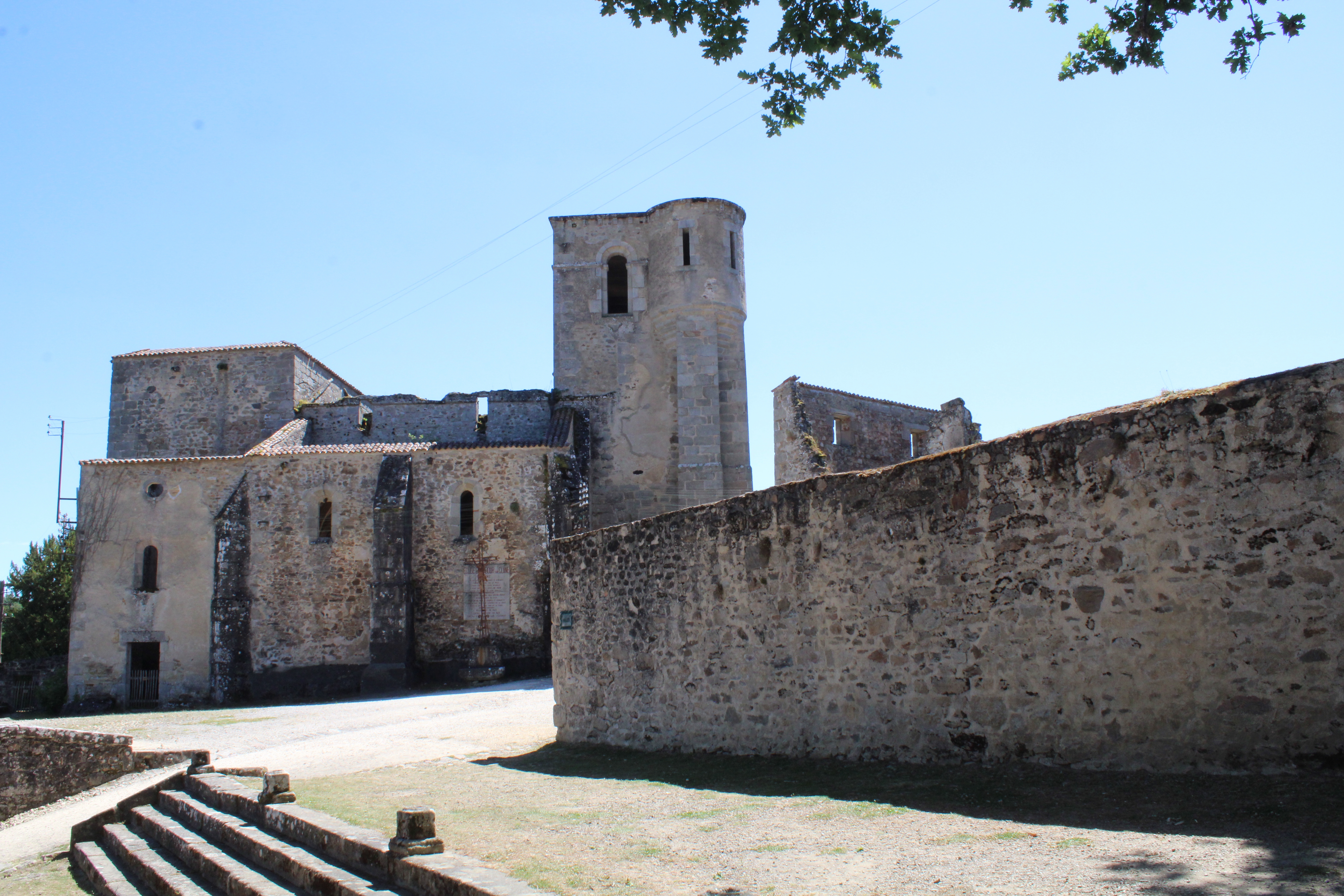
Vue de l'église martyre en 2022.
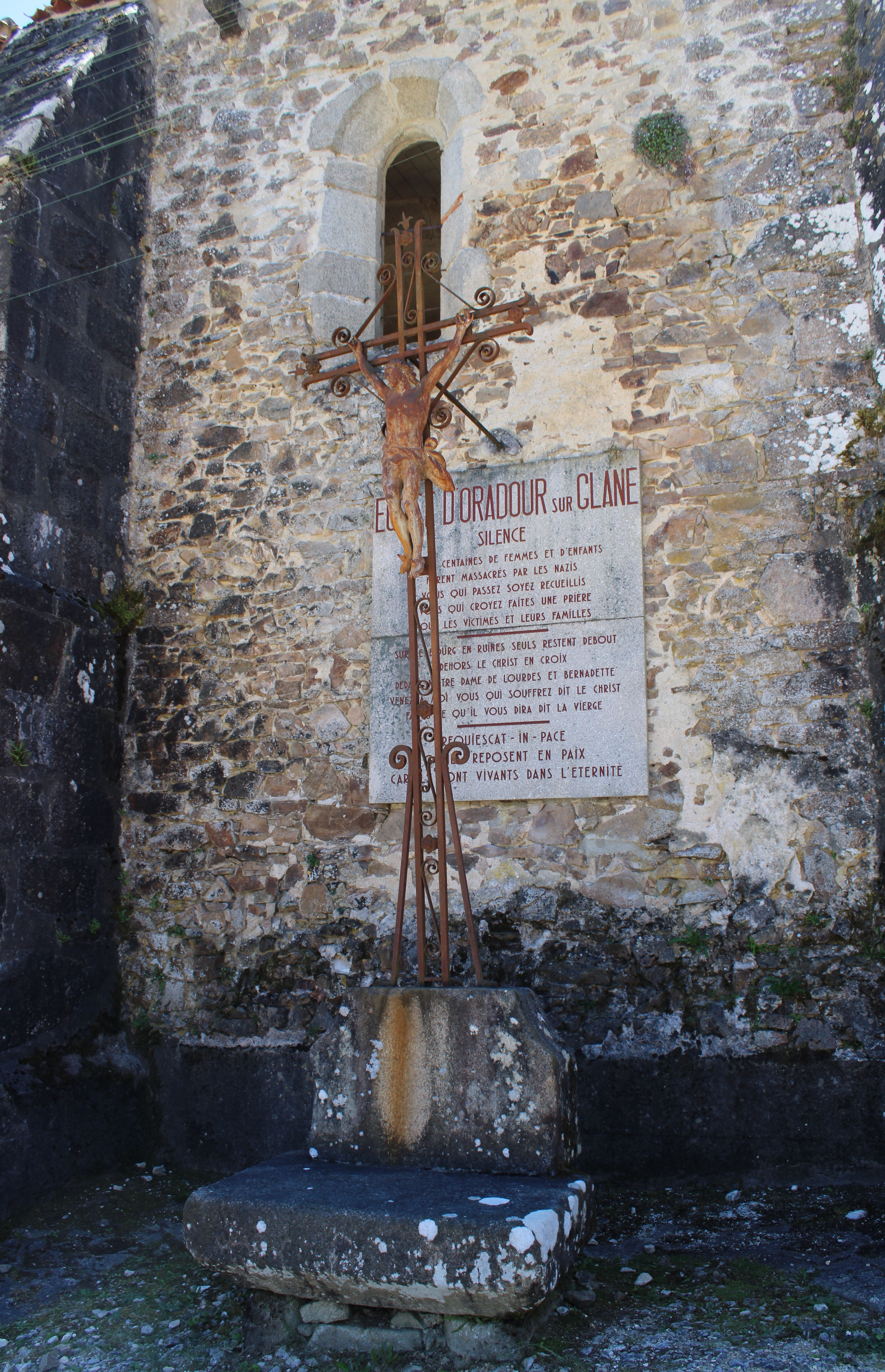
Le calvaire.
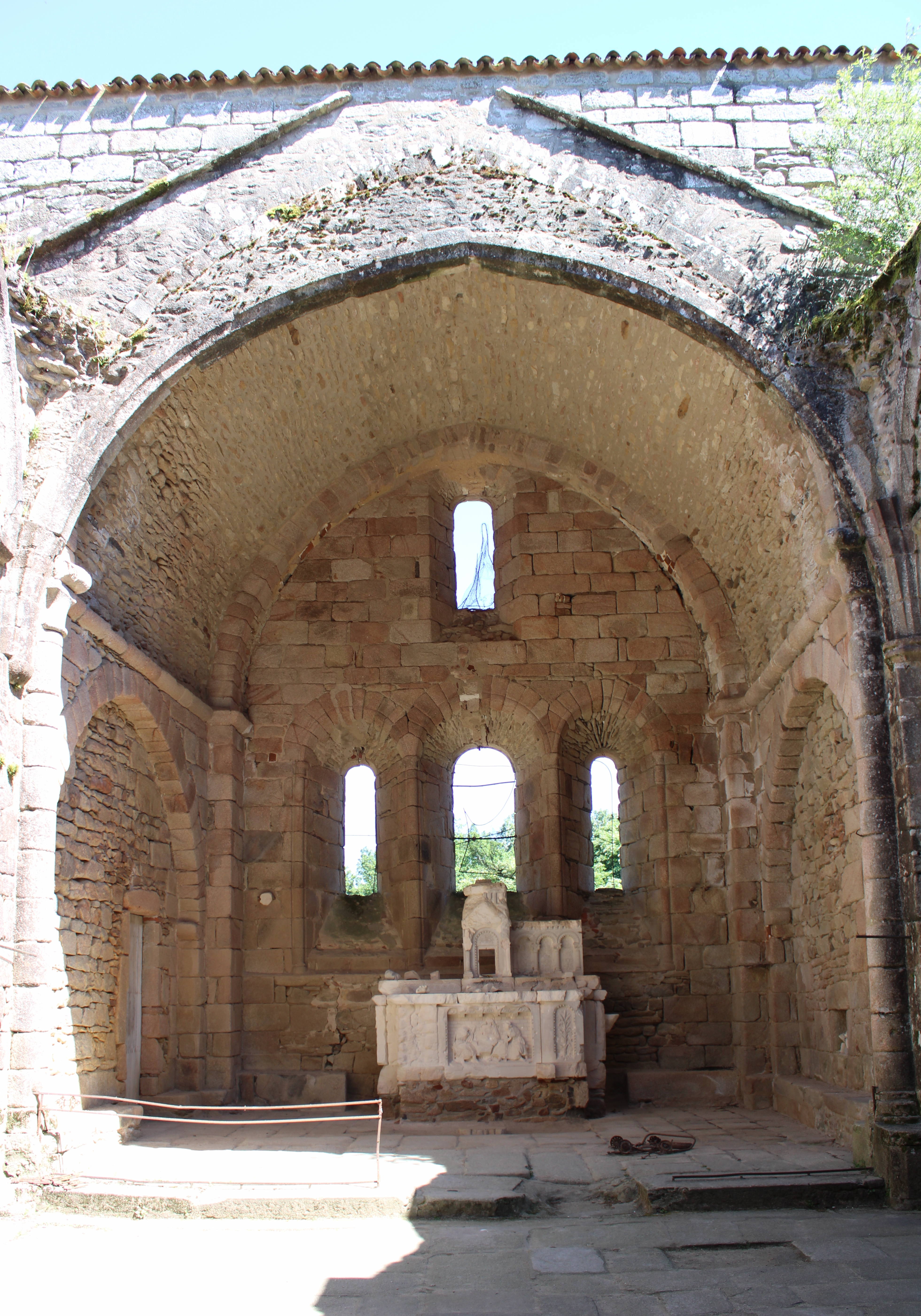
Le chevet.
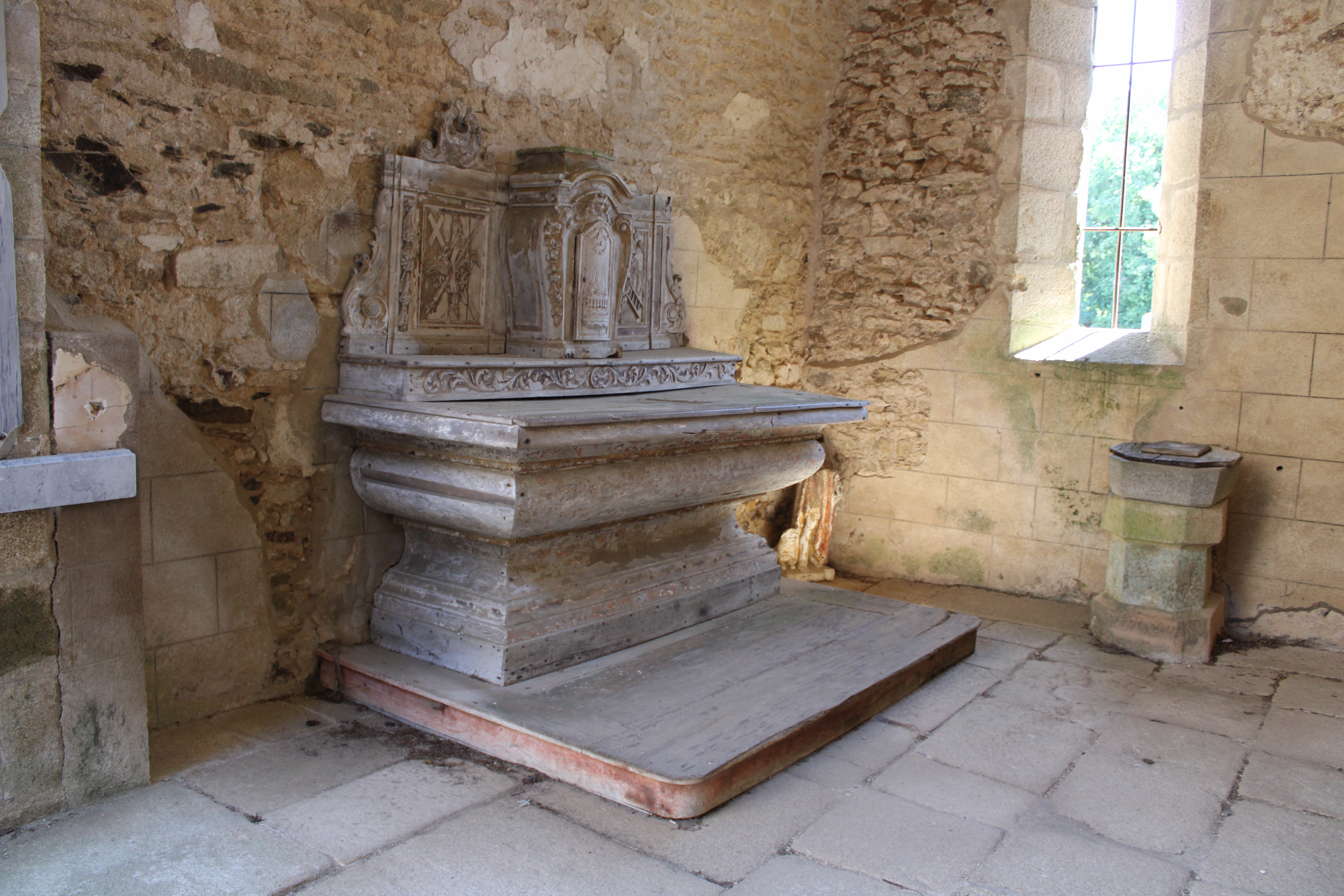
Un autel latéral.
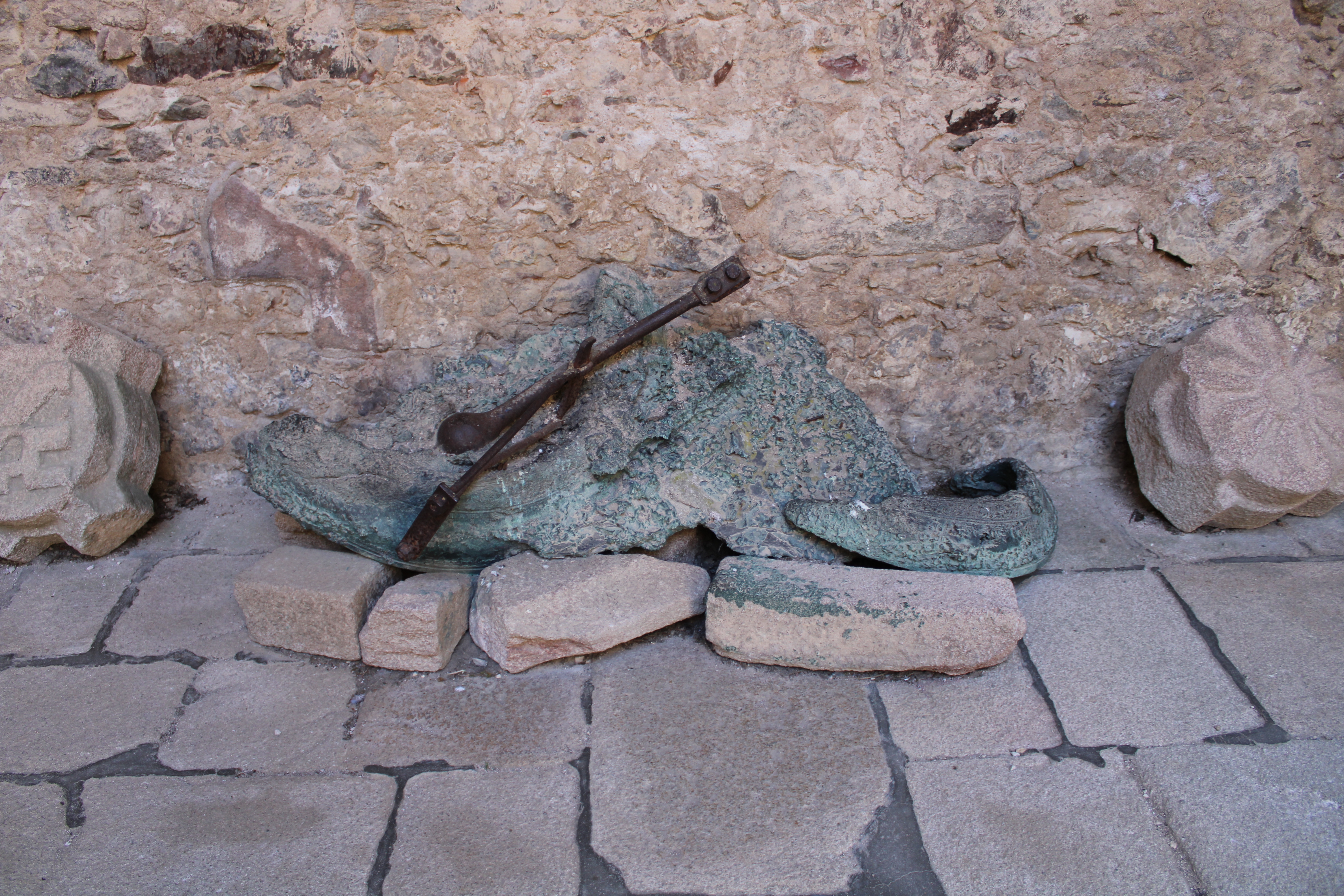
Vestiges d'une cloche fondue.
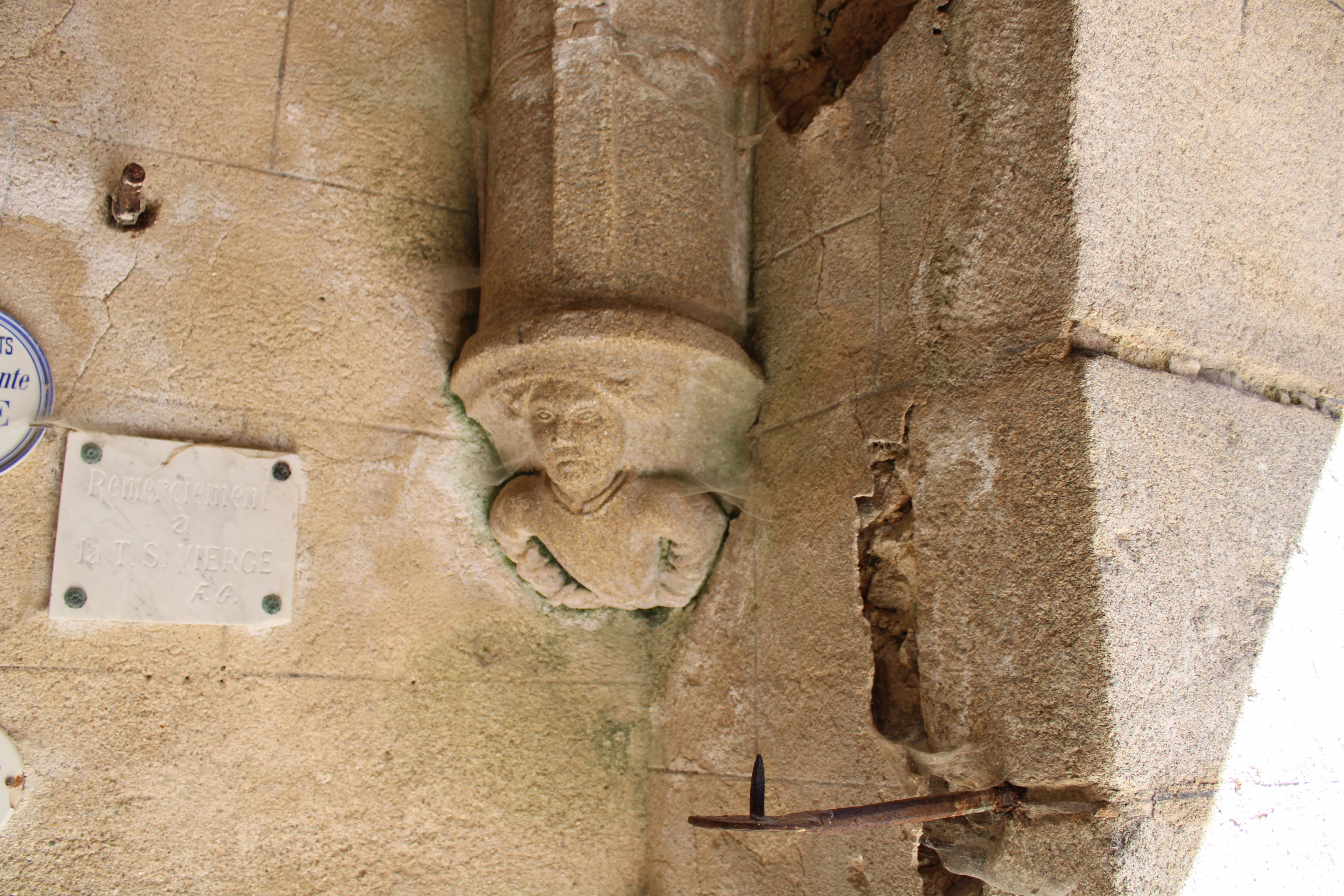
Cul-de-lampe.
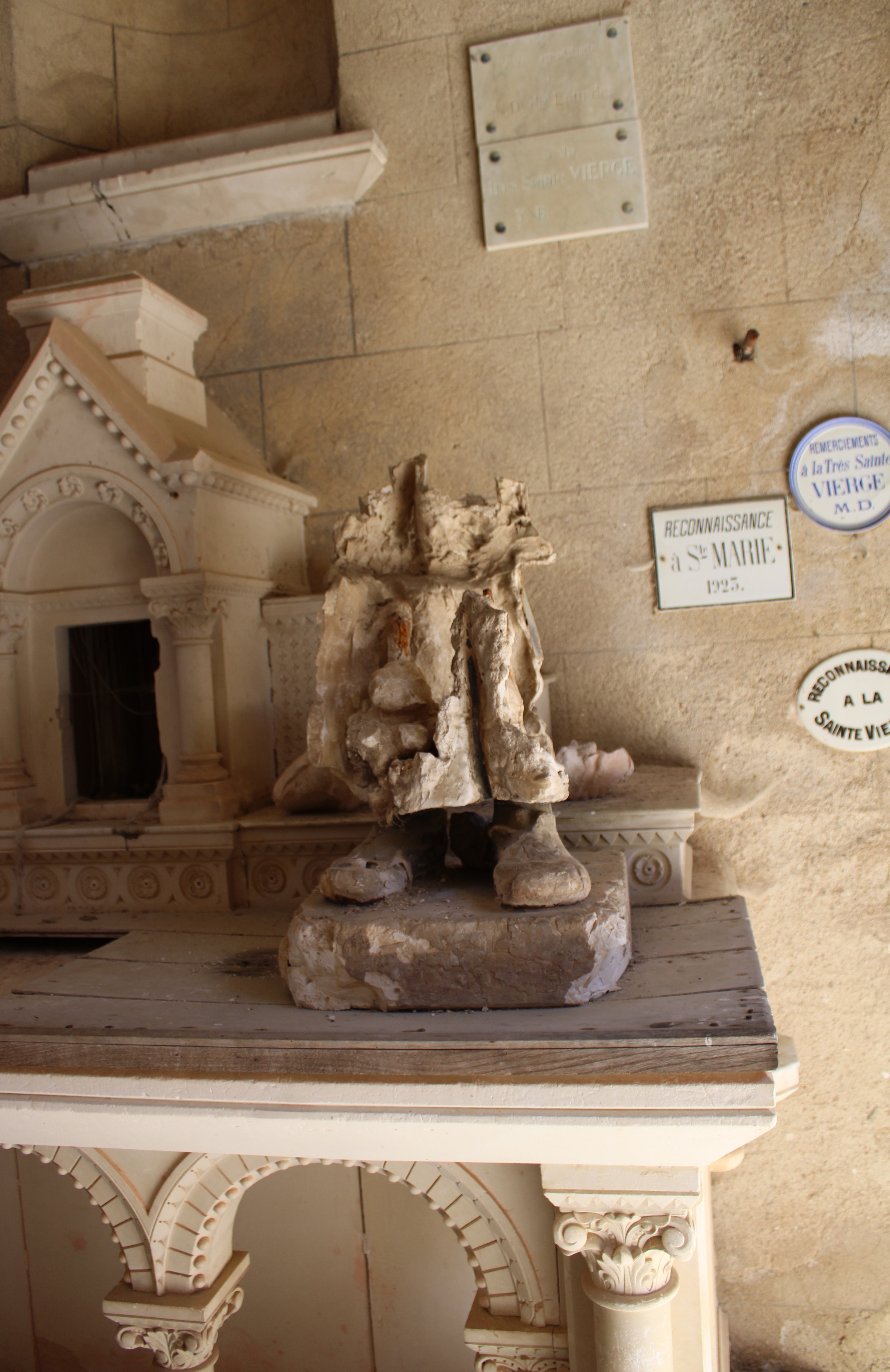
Vestiges d'une statue.
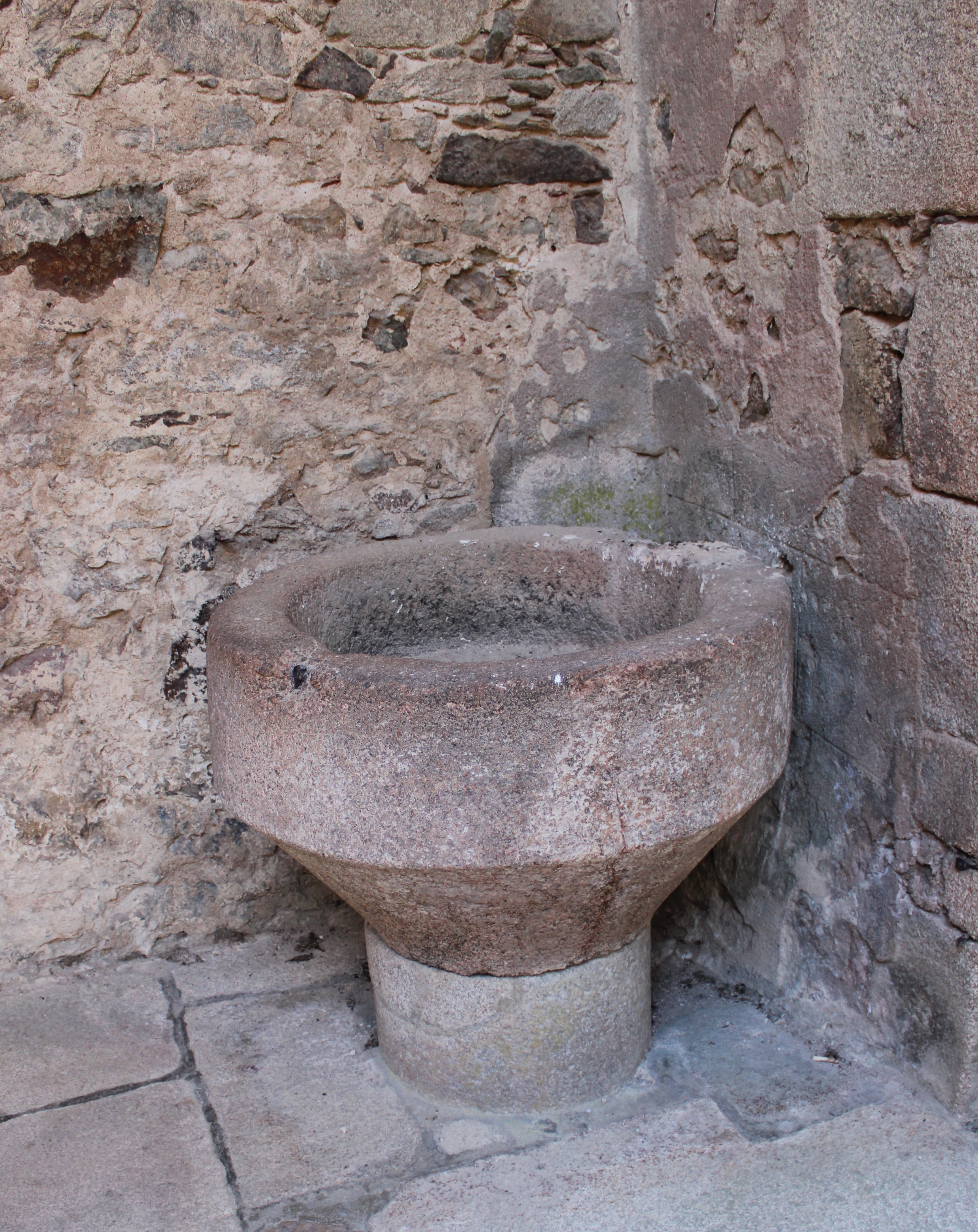
Cuve baptismale.